# Latham (Kansas)
Latham és una població dels Estats Units a l'estat de Kansas. Segons el cens del 2000 tenia 164 habitants.

## Demografia
Segons el cens del 2000, Latham tenia 164 habitants, 65 habitatges, i 41 famílies. La densitat de població era de 263,8 habitants/km².
Dels 65 habitatges en un 33,8% hi vivien nens de menys de 18 anys, en un 52,3% hi vivien parelles casades, en un 7,7% dones solteres, i en un 35,4% no eren unitats familiars. En el 32,3% dels habitatges hi vivien persones soles el 10,8% de les quals corresponia a persones de 65 anys o més que vivien soles. El nombre mitjà de persones vivint en cada habitatge era de 2,52 i el nombre mitjà de persones que vivien en cada família era de 3,17.
Per edats la població es repartia de la següent manera: un 34,1% tenia menys de 18 anys, un 6,1% entre 18 i 24, un 30,5% entre 25 i 44, un 20,1% de 45 a 60 i un 9,1% 65 anys o més.
L'edat mediana era de 32 anys. Per cada 100 dones de 18 o més anys hi havia 116 homes.
La renda mediana per habitatge era de 35.417 $ i la renda mediana per família de 42.292 $. Els homes tenien una renda mediana de 33.750 $ mentre que les dones 25.536 $. La renda per capita de la població era de 13.385 $. Entorn del 12,8% de les famílies i el 21,7% de la població estaven per davall del llindar de pobresa.

## Poblacions més properes
El següent diagrama mostra les poblacions més properes.